# Bulbophyllum atrorubens
Bulbophyllum atrorubens là một loài phong lan thuộc chi Bulbophyllum.